# ラルース百科事典

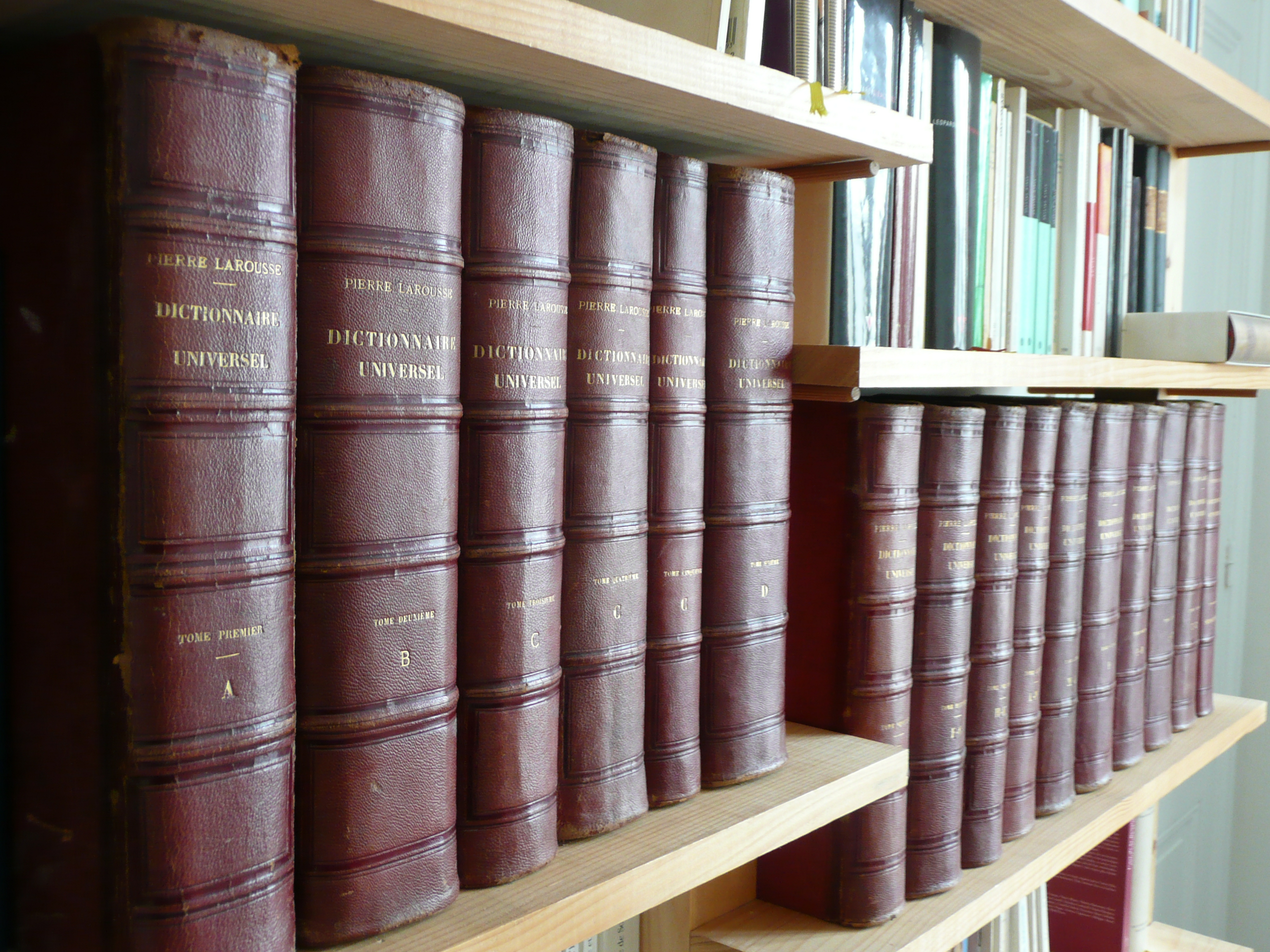
ラルース百科事典

ラルース百科事典（ラルースひゃっかじてん、フランス語: Grand Dictionnaire universel du XIXe siècle）は、フランスの代表的な百科事典である。創始者は文法学者のピエール・ラルースであり、1852年にラルース書店を創業し、この出版物を刊行した。百科事典ではあるが、辞典的な事項を加味した小項目主義が特色である。現在、『20世紀ラルース』や『2百科大ラルース』、『23巻カラー・ラルース』、『2小ラルース』（プチ・ラルース）など各版が存在する。

## 歴史
ピエール・ラルースは、1850年に『フランス語辞典』（Dictionnaire de la langue franaise）を出版した。この辞典が好評であったため、1952年に友人とともにラルース書店を設立し、国語の教科書や文法書などを引いて新たな工夫を盛り込んだ辞典などを発行して、人気を集めた。ラルースはこれをもとに国民教育的発想を活かし、自らが教師として望んだ読みやすくあらゆる疑問の答えを探せる事典作りを志すと、百科事典の大衆化を計画して小項目主義で図版を多く使用した『19世紀世界（万有）百科事典』（Grand dictionnaire universel du XIX siècle）の刊行を準備する。基盤を築いたラルース自身は完成の1年前に逝去したものの、その遺志が後継者に受け継がれて現在に至るまで発展を重ねた。

## 大ラルース百科事典と大百科事典
ラルース百科事典シリーズを代表するものは、第二次世界大戦後に出版された『大ラルース百科事典』（仏: Grand Larousse Encyclopdique）と『大百科事典』（仏: La Grande Encyclopdie）の2種の改訂新版である。前者は小項目主義を採用し全10巻（1960年-1964年）と補遺2巻（1969年、1975年）で構成され、収録項目は16万5000件。挿画や写真、地図などを多用し、簡潔な記述が特徴である。1982年以降、新たに改訂を重ねている。
それに対して『大百科事典』は知識を総合的・評価的に知らせることを趣旨としており、構成は本編20巻（1971年-1976年）に索引（1978年）を加えて1981年に補遺した。『大ラルース百科事典』とは対照的に、大項目主義に従って収録項目数は8,000あまりと少ないものの、体系的な解説を心がけて特定の項目に関連する重要事項を掲げてあり、挿画や地図、年表なども寸法をより大きめにして読者が楽しめる工夫をしてある。項目の執筆陣の中心に国立科学研究センターの研究者を据えて、協力者を広く募集し学際的な知識や最新の学問の水準などを伝えるよう努めてきた。人名項目も同じシステムを援用した。

## 関連書と他言語版
フランス語では机上版『Petit Larousse』（1905年、小ラルース）が『Nouveau Larousse illustré』（新ラルース図解辞典）に継承されて改訂版を毎年発行し、1997年には電子版をまとめた。『カラー版3巻ラルース辞典』（1965年-1966年）という試みもある。
1980年、角川書店は日本語版ラルースとして『角川世界名事典ラルース』を発行した。同年、島津智の翻訳により『ラルース世界ことわざ名言辞典』を上梓（Maurice Maloux 編、原書は『Dictionnaire des proverbes, sentences, et maximes』）。『世界動物百科』（朝日新聞社）はパートワーク形式（月刊雑誌体）で192冊に分けて1971年3月から1974年12月にわたり頒布した。